# Condado de Berga
El condado de Berga es un antiguo condado formado a partir del marquesado de Gotia, comprendía prácticamente la actual comarca catalana del Bergadá. Solo tuvo 3 condes propios.

## Historia

### Origen
Su origen se encuentra en el antiguo pagus de Berga, una demarcación existente, seguramente, en tiempos de los visigodos y de los romanos. Coincidía con el territorio de la antigua tribu ibéra de los Bergistanos. En un principio, el pagus de Berga formaba parte del condado de Cerdaña. La expansión del condado de Cerdaña hizo que este condado traspasara durante el siglo IX la barrera montañosa de la sierra del Cadí, la Tossa de Alp, el Puigllaçada y el Mogrony.
A principios del siglo X, los condes de Cerdaña organizaron el pagus de Berga como condado, nombrando un vizconde el año 905. En 1035, el condado de Berga ya tenía una "marca" (frontera) con los árabes: el sector de la Segarra conquistado por los condes de Cerdaña durante el siglo IX que comprendía una estrecha franja desde Castellfollit de Riubregós, Pujalt, Gàver y Las Oluges hasta cerca de Tárrega, limitada al norte y al sur por el condado de Urgel y por el condado de Osona. En 1058, el conde Ramón Wifredo de Cerdaña concedió al conde de Barcelona el derecho a expandirse por su marca, más allá de las Oluges.

### Evolución
El condado de Berga estuvo casi siempre unido a la casa condal de Cerdaña. En 988, después de la abdicación del conde de Cerdaña Oliba Cabreta, el condado de Berga pasó a manos de su tercer hijo, Oliba quien, después de renunciar al gobierno en el 1002, seguiría la carrera eclesiástica y llegaría a ser el abad Oliba. El condado de Berga pasó a manos de su hermano, el conde Wifredo II de Cerdaña.
En 1035, Wifredo II abandonó el gobierno de sus condados y se retiró al monasterio de Canigó. Entre los años 1035 y 1050, el condado estuvo gobernado por su hijo Bernardo y más tarde por su hermano Berenguer, futuro obispo de Gerona. Finalmente, el condado de Cerdaña pasó al conde Ramón Wifredo de Cerdaña quien, en el 1068 lo cedió a su hijo Guillermo Ramón. Este lo concedió a su hijo Bernardo Guillermo en el 1094 quien se convirtió en conde exclusivo hasta que en 1109 se convirtió en conde de Cerdaña tras la muerte de su hermano Guillermo Jordán.

### Disolución
A raíz de la muerte sin descendencia del conde Bernardo Guillermo en 1117, la casa condal de Cerdaña se extinguió. Sus dominios, el condado de Cerdaña, el condado de Berga y el condado de Conflent, pasaron a manos del conde Ramón Berenguer III de Barcelona, primo hermano de Bernardo Guillermo. Durante el siglo XII, los condes de Barcelona desmantelaron toda la organización administrativa del condado de Berga.

## Condes de Berga
- Oliba I (988-1002)
- Wifredo II de Cerdaña (1002-1035)
- Bernardo I de Berga (1035-1050)
- Berenguer I de Berga (1050)
- Ramón I de Cerdaña (1050-1068)
- Guillermo Ramón I de Cerdaña (1068-1094)
- Bernardo II de Berga (1094-1117)
- Condes de Barcelona desde 1117